# You're Welcome (A Day to Remember)
You're Welcome è il settimo album in studio del gruppo musicale statunitense A Day to Remember, pubblicato il 5 marzo 2021 per la Fueled by Ramen.

## Pubblicazione
Inizialmente programmata per il 15 novembre 2019, l'uscita del disco è stata posticipata a data indefinita a causa di ritardi nella postproduzione, e successivamente al dilagarsi della pandemia di COVID-19 in tutto il mondo.

## Tracce
1. Brick Wall – 3:30 (Jeremy McKinnon, Colin Brittain, Kevin Skaff)
2. Mindreader – 2:53 (McKinnon, Mike Green)
3. Bloodsucker – 3:10 (Andrew Fulk, Brittain, McKinnon, Skaff, Neil Westfall)
4. Last Chance to Dance (Bad Friend) – 3:05 (McKinnon, Westfall, Will Putney)
5. F.Y.M. – 2:59 (McKinnon, Brittain, Skaff)
6. High Diving – 3:27 (McKinnon, Brittain, Jonathan Russell, Matthew Aveiro, Matthew Maust, Nathan Willett)
7. Resentment – 3:47 (Cody Quistad, McKinnon)
8. Looks Like Hell – 3:39 (Brittain, McKinnon)
9. Viva La Mexico – 3:37 (A Day to Remember, Brittain)
10. Only Money – 3:30 (Dan Book, McKinnon, Westfall)
11. Degenerates – 3:04 (McKinnon, Green)
12. Permanent – 3:42 (Quistad, McKinnon)
13. Re-Entry – 2:53 (McKinnon, Green, Zac Carper)
14. Everything We Need – 3:05 (McKinnon, Jon Bellion, Nick Long, Brittain)

## Formazione
A Day to Remember
- Jeremy McKinnon – voce, produzione
- Kevin Skaff – chitarra solista, cori
- Neil Westfall – chitarra ritmica, cori
- Josh Woodard – basso
- Alex Shelnutt – batteria

Altro personale
- Aaron Brooks – chitarra aggiuntiva (traccia 7)
- Colin Brittain – produzione; missaggio (tracce 3, 4, 6, 8, 9, 12, 13)
- Mike Green – produzione (tracce 2 e 11)
- Will Putney – produzione (traccia 4)
- Dan Book – produzione (traccia 10)
- Drew Fulk – produzione aggiuntiva (traccia 3)
- Josh Wilbur – missaggio (traccia 1)
- Neal Avron – missaggio (tracce 2 e 11)
- Tom Lord-Alge – missaggio (tracce 5 e 14)
- Dan Lancaster – missaggio (traccia 7)
- Alex Tumay – missaggio (traccia 10)
- Mike Kalajian – mastering
- Scott Skrzynski – editing aggiuntivo e assistenza al missaggio (tracce 2 e 11)
- Rhys May – assistenza al missaggio (traccia 7)